# وسام ملكة السودان
تم الإذن بميدالية ملكة السودان في مارس 1899 وتم منحها للقوات البريطانية والمصرية التي شاركت في حملة السودان بين يونيو 1896 وسبتمبر 1898.
عكست الحملة الرغبة البريطانية في عكس هزائم حرب المهدية في ثمانينيات القرن التاسع عشر، فضلاً عن القلق من أن تستغل فرنسا والقوى الأوروبية الأخرى عدم استقرار السودان للاستيلاء على أجزاء من أراضيه. في البداية كان الجيش المصري فقط منخرطا. انضمت وحدات الجيش البريطاني منذ أوائل عام 1898، مع وجود لواءين بريطانيين في النصر الحاسم في أم درمان في 2 سبتمبر 1898، والذي شارك فيه ونستون تشرشل. كما حصل على الميدالية 17 من أفراد البحرية الملكية و 27 من مشاة البحرية الملكية الذين ساعدوا الزوارق النيلية الحربية.
وقد مُنحت الميدالية فضية لجنود الجيشين البريطاني والمصري، ومُنحت الميدالية البرونزية لعدد صغير من غير المقاتلين، من الأتباع المعتمدين وخدم الضباط والعرسان من الجيش الهندي.
كما تسلم جميع الحاصلين على وسام الملكة ميدالية الخديوي للسودان.

## وصف
- ميدالية دائرية 36.5 مليمتر (1.44 بوصة) في القطر، صممه GW de Saulles.[3]
- الوجه: تمثال نصف طول متوج للملكة فيكتوريا مع الأسطورة VICTORIA REGINA ET IMPERATRIX.
- الخلف: قاعدة مكتوبة بالسودان تدعمها زنابق النيل، حيث يجلس تمثال النصر حاملاً إكليل الغار وغصن النخيل. وخلفها العلمان البريطاني والمصري.[6]
- الشريط: 31.7 مليمتر (1.25 بوصة) شريط عريض نصفه أصفر ونصفه أسود مع شريط أحمر مقسم رفيع.[7]
- المشابك: لم يتم منح أي منها.[7]
- التسمية: تم نقش اسم المستلم وتفاصيله على الحافة. تم تسمية أولئك الذين تم منحهم للقوات المصرية والسودانية بالخط العربي، مع عدم ذكر اسم البعض.[1]

## روابط خارجية
- ميداليات الشمال الشرقي
- مدونة الميداليات العسكرية البريطانية